# Turbonilla torquata
Turbonilla torquata är en snäckart som först beskrevs av Gould 1853.  Turbonilla torquata ingår i släktet Turbonilla och familjen Pyramidellidae. Inga underarter finns listade i Catalogue of Life.